# Marcel Becquart
Marcel Becquart – francuski kierowca wyścigowy i rajdowy.

## Kariera
W wyścigach samochodowych Becquart startował głównie w wyścigach zaliczanych do klasyfikacji Mistrzostw Świata Samochodów Sportowych. W latach 1951-1955, 1960-1961 Francuz pojawiał się w stawce 24-godzinnego wyścigu Le Mans. W pierwszym sezonie startów odniósł zwycięstwo w klasie S 1.5, a w klasyfikacji generalnej był 23. Rok później powtórzył ten sukces. W latach 1953, 1960 stawał na najniższym stopniu podium odpowiednio w klasach S 3.0 i S 2.0.